# Tomas Alfredson

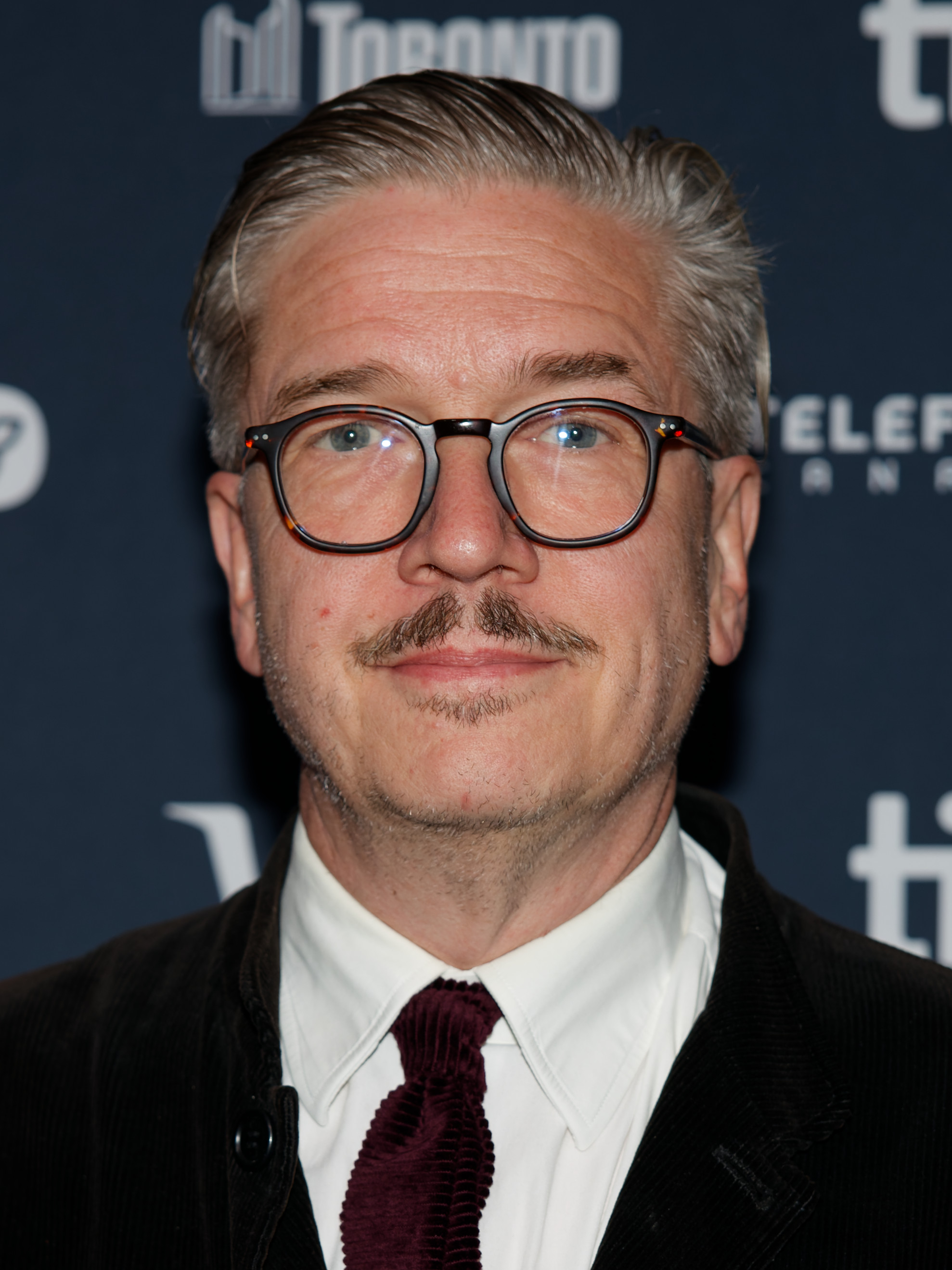
Tomas Alfredson (2024)

Tomas Alfredson (* 1. April 1965 in Lidingö) ist ein schwedischer Filmregisseur.

## Leben
Alfredson, Sohn des schwedischen Komikers Hans Alfredson und jüngerer Bruder von Daniel Alfredson, war seit Ende der 1980er Jahre als Fernsehregisseur tätig. So drehte er 1994 die ersten acht Folgen der zwölfteiligen Fernsehserie Bert nach der Kinderbuchreihe Berts Katastrophen von Anders Jacobsson und Sören Olsson und im folgenden Jahr unter dem Titel Bert – Die letzte Jungfrau eine Kinofortsetzung.
Im Jahr 2000 folgte die Fernsehserie Soldater i månsken und 2003 sein zweiter Kinospielfilm Kontorstid. Außerdem hatte er 1999 Walter Söderlund als Stammregisseur (und Ko-Drehbuchautor) der populären schwedischen Comedytruppe Killinggänget um die Komiker Henrik Schyffert, Johan Rheborg und Robert Gustafsson abgelöst; aus dieser Zusammenarbeit entstanden u. a. 1999 die Fernsehserie Fyra små filmer, 2002 die Kurzfilmsammlung Spermaharen und 2004 Killinggängets erster Kinofilm, der dreistündige Fyra nyanser av brunt. Für diesen Film gewann Alfredson 2005 den wichtigsten schwedischen Filmpreis Guldbagge als bester Regisseur.
Seinen internationalen Durchbruch hatte Alfredson 2008 mit seinem vierten Spielfilm, der düsteren Vampirgeschichte So finster die Nacht (Låt den rätte komma in) nach dem gleichnamigen Roman von John Ajvide Lindqvist. Der Film brachte ihm einen weiteren Guldbagge als bester Regisseur sowie Auszeichnungen der Boston Society of Film Critics, der Chicago Film Critics Association, der Online Film Critics Society und der Toronto Film Critics Association. Außerdem erhielt der Film Hauptpreise auf verschiedenen Filmfestivals, so in Sitges und beim Tribeca Film Festival, und wurde 2009 für den Europäischen Filmpreis nominiert. 2010 erhielt der Film den British Fantasy Award als bester Film.
Sein nächster Spielfilm, die John-le-Carré-Verfilmung Dame, König, As, Spion (Tinker, Tailor, Soldier, Spy) mit Gary Oldman in der Hauptrolle des MI6-Agenten George Smiley, der dafür für den Oscar nominiert wurde, erhielt 2011 eine Einladung in den Wettbewerb der 68. Internationalen Filmfestspiele von Venedig. In Deutschland kam der Film am 2. Februar 2012 in die Kinos.
Nach fünf Jahren Pause hat Alfredson 2017 den Roman Schneemann von Jo Nesbø mit Michael Fassbender in der Hauptrolle verfilmt.

## Filmografie (Auswahl)
- 1994: Bert (Fernsehserie)
- 1994: Bert – Die letzte Jungfrau (Bert – Den siste oskulden)
- 1997: Irma och Gerd (Fernsehserie)
- 1999: Torsk på Tallinn – En liten film om ensamhet (Fernsehfilm)
- 1999: Offer och gärningsmän (Fernsehmehrteiler)
- 1999: En liten film (Fernsehmehrteiler)
- 2000: Soldater i månsken (Fernsehmehrteiler)
- 2003: Kontorstid
- 2004: Fyra nyanser av brunt
- 2005: Landins (Fernsehfilm)
- 2005: En dålig idé (Fernsehfilm)
- 2005: Min sista vilja (Fernsehfilm)
- 2005: Pappas lilla tjockis (Fernsehfilm)
- 2005: Dear Mr. Barroso (Kurzfilm)
- 2005: En decemberdröm (Fernsehserie)
- 2008: So finster die Nacht (Låt den rätte komma in)
- 2011: Dame, König, As, Spion (Tinker, Tailor, Soldier, Spy)
- 2017: Schneemann (The Snowman)
- 2020: Die Jönsson Bande (Se upp för Jönssonligan)